# Замок Портумна

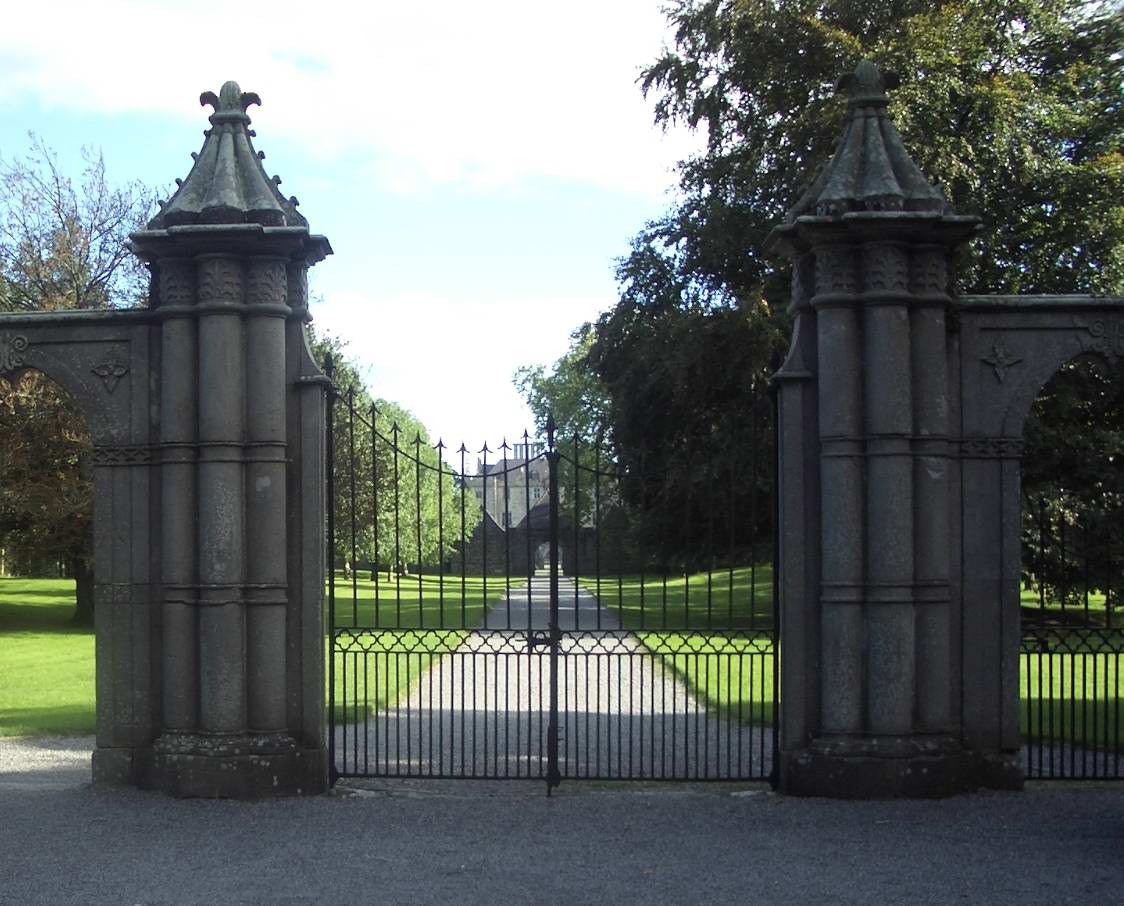
Ворота замку Портумна.

Замок Портумна (англ. Portumna Castle) — один із замків Ірландії. Розташований в графстві Ґолвей, неподалік від берегів озера Лох-Дерг, біля впадіння річки Шеннон в озеро. Замок був побудований біля селища Потртумна в часи правління короля Англії Якова І.

## Історія замку Портумна
Коли був збудований замок Портумна, то на той час йому не було рівних по величі і красі, він затьмарив навіть такі прекрасні замки як Ратфарнем, Кантерк, Каррікфергус, Харлемонт та Бернкорт. Елегантність і краса замку Портумна завдячують своєму існуванню будівничому замку — Річарду Берку — IV графу Кланрікард, лорду Коннахту, що походив з роду могутніх феодалів Де Бурго (Берк) норманського походження. Замок був будувався з 1610 по 1618 рік. Було витрачено на його будівництво 10 000 £ — на той час це була величезна сума грошей. У цей же час граф Кланрікард збудував замки Сомерхілл та Роял Танбрайд Веллс графстві Кент (Англія).
Замок Портумна був першим замком в Ірландії збудованим в стилі ренесанс, що був на той час дуже поширений в Італії, Франції, але в Ірландії продовжували будувати замки в норманському та готичному стилях. Особливості ренесансної архітектури замку особливо яскраво проявляються в конструкції головного входу, тосканській стилістиці двору замку, і саме планування замку типове для епохи Відродження. Замок симетричний по формі, має підвали і кутові башти. Центральний коридор, шириною 3 м, проходить в поздовжньому напрямку зверху вниз, підтримується кам'яними стінами, які містять численні виїмки і каміни.
Замок був закинутий господарями після пожежі в 1826 році. Управління громадських робіт збудувало величезні димові труби. Біля замку є сади, оточені стіною будинки, двір.